# شبكرمة بودينييه
شبكرمة بودينييه (الاسم العلمي:Ampelopsis bodinieri) هي نوع من النباتات يتبع جنس الشبكرمة من فصيلة الكرمية.